# Servier
Servier Laboratories (en francés: Laboratoires Servier, a menudo abreviado como Servier ) es una compañía farmacéutica francesa de propiedad privada que se especializa en medicamentos para afecciones cardiológicas y reumatológicas, así como para diabetes y depresión clínica. La facturación consolidada del ejercicio 2015 fue de 3.900 millones de euros, en 2019, Servier facturaba 4.800 millones. Servier es la compañía farmacéutica independiente francesa líder, y la segunda compañía farmacéutica francesa más grande del mundo. Tiene sucursales en 150 países, logrando el 82% de sus ventas fuera de Francia.
Según los informes, la compañía invierte un 25% de su facturación en investigación y desarrollo, que ocupa a 3000 de sus 21 200 empleados en todo el mundo. Los sitios de producción de la compañía produjeron 853 millones de cajas de medicamentos en 2013.
La Unidad de Apoyo Clínico Servier en Gidy (cerca de Orléans), que produce medicamentos para ensayos clínicos, es la unidad más grande de su tipo en Europa. Servier Laboratories es miembro de pleno derecho de la Federación Europea de Industrias y Asociaciones Farmacéuticas (EFPIA).
Mediator, un fármaco de Servier a base de anfetaminas desarrollado originalmente para perder peso en personas con diabetes, pero que a menudo se recetaba como un producto dietético, fue retirado del mercado después de haber sido vinculado a 500-2000 muertes en Francia. Investigaciones posteriores descubrieron que muchas alertas de seguridad anteriores sobre ese medicamento se habían omitido o encubierto, posiblemente por influencia indebida de la compañía.

## Portafolio de productos
Productos notables: 
- Gliclazida (Diamicron, Diamicron MR) - medicamento antidiabético
- Indapamida (Fludex SR, Natrilex SR, Lozide) - diurético
- Ivabradina (Procoralan) - fármacos antianginosos
- Perindopril (Coversyl) - inhibidor de la ECA
- Ranelato de estroncio (Protelos) - agente de osteoporosis
- Tianeptina (Stablon): antidepresivo, alteración indirecta de la actividad del receptor de ácido glutámico AMPA y NMDA
- Trimetazidina (Vastarel MR) - medicamento antianginal .[6]

Otros productos: 
- Agomelatina (Valdoxan, Melitor, Thymanax)
- Almitrine (Duxil, Vectarion)
- Amineptine (Survector, Maneon, Directim)
- Benfluorex (Mediaxal)
- Carbutamida (Glucidoral)
- Daflon 500
- Fenspiride (Pneumorel)
- Fotemustine (Muphoran)
- Fusafungine (Locabiotal)
- Gliclazida (Diamicron)
- Indapamida (Natrilix, Tertensif, Lozide)
- Pegaspargasa (Oncaspar) - Tratamiento de la leucemia linfoblástica aguda[7]
- Perindopril (Coversyl, Prestarium)
- Perindopril / indapamida (Preterax, Coversyl Plus)
- Piribedil (Trivastal retard)
- Rilmenidina (Hyperium)
- Alginato de sodio (Pseudophage)
- Sulbutiamina (Arcalion)
- Tertatolol (Artex)
- Vitaminas (Vitathion)

## Investigación colaborativa
Además de las actividades internas de investigación y desarrollo, Servier lleva a cabo proyectos de investigación en colaboración financiados con fondos públicos con socios industriales y académicos. Un ejemplo, en el área de la evaluación de seguridad no clínica, es el InnoMed PredTox. La compañía está ampliando sus actividades en proyectos de investigación conjuntos en el marco de la Iniciativa de Medicamentos Innovadores de la EFPIA y la Comisión Europea.
Además de estos, Servier participa en la investigación y en las colaboraciones de licencias en la industria farmacéutica y de biotecnología. Estas colaboraciones incluyen: 
- En cardiología: XENTION (Reino Unido, 2013), AMGEN (EE. UU., 2013), MIRAGEN (EE. UU., 2011), ARMGO (EE. UU., 2006)
- En Diabetes: INTARCIA (USA, 2014)
- En enfermedades metabólicas: INTERCEPT - agonistas de TGR5 (EE. UU., 2011), GENFIT (FR, 2004)
- En Neurología (MS): GENEURO (CH, 2014)
- En oncología: CTI BIOPHARMA (EE. UU., 2014), NOVARTIS (CH, 2014), CELLECTIS (FR, 2014), NERVIANO (IT, 2013), EOS (IT) / CLOVIS (USA, 2012), BIOINVENT (SE, 2012), MACROGENICS (USA, 2011/12), GALAPAGOS (NDL, 2011), BIOREALITES (FR, 2011), FARMACYCLICS - HDAC inhibitor (USA, 2009), HYBRIGENICS (FR, 2007/2011) VERNALIS (UK, 2007/2011)
- En Enfermedades huérfanas / Cardiología / Diabetes: XOMA (EE. UU., 2010)
- En osteoporosis y osteoartritis: OSTEOLOGIX (EE. UU., 2010), GALAPAGOS (NDL, 2010), KAROS (EE. UU., 2010), BIOSCIENCIA NÓRDICA (DK, 2006/2010)